# Steppebaardvleermuis
De steppebaardvleermuis (Myotis aurascens) is een zoogdier uit de familie der gladneusvleermuizen (Vespertilionidae). De wetenschappelijke naam van de soort werd voor het eerst geldig gepubliceerd door Aleksander Koezjakin in 1935. De steppebaardvleermuis lijkt qua uiterlijk zeer sterk op de baardvleermuis (Myotis mystacinus), Brandts vleermuis (Myotis brandtii) en nimfvleermuis (Myotis alcathoe).

## Voorkomen
De soort komt voor van Zuidoost-Europa tot aan het Koreaans Schiereiland. Binnen Europa wordt de steppebaardvleermuis aangetroffen in Griekenland, Albanië, het zuiden van voormalig Joegoslavië, Bulgarije, het oosten van Roemenië, Moldavië, het zuiden van Oekraïne en het zuiden van Rusland.